# Bande à Schnegg
 (février 2015).
Si vous disposez d'ouvrages ou d'articles de référence ou si vous connaissez des sites web de qualité traitant du thème abordé ici, merci de compléter l'article en donnant les références utiles à sa vérifiabilité et en les liant à la section « Notes et références ».
La bande à Schnegg est un groupe de sculpteurs du début du XXe siècle regroupé de façon informelle autour de Lucien Schnegg.

## Historique
Au début du XXe siècle, un petit nombre de sculpteurs s’assemble autour d'Auguste Rodin, sous son parrainage.  
Une partie d’entre eux (les frères Lucien et Gaston Schnegg, Charles Despiau, Alfred Jean Halou) travaille dans l’atelier du maître, choisis comme collaborateurs. Une autre partie (Jane Poupelet, Robert Wlérick) gravite autour de cet atelier. 
Ils exposent ensemble à partir de février 1904 à la galerie Barbazanges à Paris et se retrouvent régulièrement pour débattre de leurs idées. Ils assimilent les principes fondamentaux de la sculpture exprimés par Rodin : le contact avec la nature et l’agencement rigoureux des plans. Mais ils se détachent de son art exalté et réinterprètent l’art antique pour s’approcher de leur idéal de calme, de sérénité et de dépouillement.  
La proposition artistique qu’ils formulent, axée sur la figure humaine, donne naissance au courant de la sculpture indépendante, qui perdure tout au long du siècle. 
L’un de leurs plus fervents défenseurs est Louis Vauxcelles, journaliste et critique d’art dans Gil Blas. C'est dans un compte-rendu du Salon de la Société nationale des beaux-arts, en 1913 que le journaliste emploie pour la première fois l'expression « bande à Schnegg » pour évoquer ce groupe à contre-courant. Lucien Schnegg est alors considéré comme le meneur sans pour autant qu'il ait revendiqué ce statut.

## Artistes de la bande à Schnegg
- Henry Arnold (1879-1945)
- Élisée Cavaillon (1873-1954)
- Ernest Chaplet (1835-1909)
- Louis Dejean (1872-1951)
- Charles Despiau (1874-1946)
- Léon-Ernest Drivier (1878-1952)
- Alfred Jean Halou (1875-1939)
- Albert Marque (1872-1939)
- Auguste de Niederhausern (1863-1913)
- François Pompon (1855-1933)
- Jane Poupelet (1878-1951)
- Gaston Schnegg (1866-1953)
- Lucien Schnegg (1864-1909)
- Yvonne Serruys (1873-1953)
- Robert Wlérick (1882-1944)